# Liste der Kulturgüter in Villnachern
Die Liste der Kulturgüter in Villnachern enthält alle Objekte in der Gemeinde Villnachern im Kanton Aargau, die gemäss der Haager Konvention zum Schutz von Kulturgut bei bewaffneten Konflikten, dem Bundesgesetz vom 20. Juni 2014 über den Schutz der Kulturgüter bei bewaffneten Konflikten sowie der Verordnung vom 29. Oktober 2014 über den Schutz der Kulturgüter bei bewaffneten Konflikten unter Schutz stehen.
Objekte der Kategorie A sind im Gemeindegebiet nicht ausgewiesen, Objekte der Kategorie B sind vollständig in der Liste enthalten, Objekte der Kategorie C fehlen zurzeit (Stand: 1. Januar 2023). Unter übrige Baudenkmäler sind weitere geschützte Objekte zu finden, die in der Bau- und Nutzungsordnung der Gemeinde verzeichnet und nicht bereits in der Liste der Kulturgüter enthalten sind.

## Kulturgüter
| Foto | | Objekt                                               | Kat. | Typ | Standort                   | Beschreibung |
| ---- | --- | ---------------------------------------------------- | ---- | --- | -------------------------- | ------------ |
| ja   | Datei hochladen · Wikidata zu Zehnthaus (Q19362396)                                                     | Zehntenhaus KGS-Nr.: 09902                           | A    | G   | Vorstadt 2 654474 / 258121 |              |
| ja   | Datei hochladen · Wikidata zu Ehemalige Untervogtei (Q29581000)                                         | Ehemalige Untervogtei KGS-Nr.: 15864                 | B    | G   | Vorstadt 7 654422 / 258094 |              |
| BW   | Datei hochladen · Wikidata zu Chalofen, römischer-neuzeitlicher Steinbruch im Untertagebau (Q106232543) | Chalofen (Steinbruch im Untertagebau) KGS-Nr.: 15865 | B    | F   | 653725 / 258660            |              |
| BW   | Datei hochladen · Wikidata zu Wallbach, steinzeitlicher Abris (Q106232654)                              | Wallbach (steinzeitlicher Abri) KGS-Nr.: 15866       | B    | F   | Balm 654201 / 257249       |              |

## Übrige Baudenkmäler
| ID   | Foto |                                                                 | Objekt                                 | Typ | Standort                             | Beschreibung |
| ---- | ---- | --------------------------------------------------------------- | -------------------------------------- | --- | ------------------------------------ | ------------ |
| 3.1  | BW   | Datei hochladen                                                 | Wohnhaus                               | G   | Unterdorfstrasse 2/6 654661 / 257859 |              |
| 3.3  | ja   | Datei hochladen · Wikidata zu Gasthaus "zum Bären" (Q116168140) | Gasthaus "zum Bären"                   | G   | Hauptstrasse 13–13.1 654620 / 257854 |              |
| 3.4  | ja   | Datei hochladen                                                 | Vielzweckbau Schmiede                  | G   | Hauptstrasse 11 654651 / 257887      |              |
| 3.5  | ja   | Datei hochladen                                                 | Vielzweckbau                           | G   | Hauptstrasse 9 654683 / 257936       |              |
| 3.6  | ja   | Datei hochladen                                                 | Metzgerei / Restaurant                 | G   | Hauptstrasse 5–7 654707 / 257962     |              |
| 3.7  | ja   | Datei hochladen                                                 | Bauernhaus Hartmann                    | G   | Vorstadt 1 654503 / 258130           |              |
| 3.8  | ja   | Datei hochladen                                                 | Schul- und Gemeindehaus                | G   | Oberdorfstrasse 2 654375 / 258061    |              |
| 3.9  | ja   | Datei hochladen                                                 | Ehemaliges Bauernhaus mit Ökonomieteil | G   | Oberdorfstrasse 6 654351 / 258078    |              |
| 3.10 | ja   | Datei hochladen                                                 | Vielzweckbau                           | G   | Oberdorfstrasse 16 654220 / 258092   |              |
| 3.11 | ja   | Datei hochladen                                                 | Wohnhaus                               | G   | Vorstadt 6 654424 / 258094           |              |

Legende: Siehe Legende der Liste der Kulturgüter von nationaler und regionaler Bedeutung. Anstelle der KGS-Nummer wird als Objekt-Identifikator (ID) die Inventar- oder Gebäudenummer in der Bau- und Nutzungsordnung der Gemeinde verwendet.